# Отто Инглэндер
Отто Инглэндер (нем. Otto Englander, 17 февраля 1906, Югославия — 13 октября 1969, Лос-Анджелес) — американский сценарист.

## Биография
Более 20 лет проработал в Disney Studios и MGM. Умер от сердечного приступа.

## Фильмография

### Сценарист
- 1937 — «Белоснежка и семь гномов»/Snow White and the Seven Dwarfs
- 1991 — «Lifestyles of the Rich and Animated»
  - 1936 — «День переезда»/Moving Day
  - 1936 — «Микки Маус и команда по игре в поло»/Mickey’s Polo Team
- (1954—1991) — «Великолепный мир цвета»/Disneyland
  - 1970 — «Nature’s Strangest Oddballs»
  - 1967 — «How the West Was Lost»
  - 1963 — «A Square Peg in a Round Hole»
  - 1961 — «The Hunting Instinct»
  - 1961 — «An Adventure in Color/Mathmagic Land»
  - 1961— «A Salute to Father»
  - 1959 — «The Peter Tchaikovsky Story»
  - 1958 — «The Pigeon That Worked a Miracle»
  - 1958 — «Magic and Music»
  - 1955 — «Dumbo»
- 1968 — «Understanding Stresses and Strains»
- (1950—1956) — «The Cisco Kid»
  - 1955 — «The Tumblers»
- 1953 — «The Diamond Queen»
- 1950 — «The Boy from Indiana»
- 1949 — «Massacre River»
- 1948 — «Pal’s Adventure»
- 1943 — «The Stork’s Holiday»
- 1941 — «Дамбо»/Dumbo
- 1940 — «Фантазия»/Fantasia
  - «The Pastoral Symphony»
- 1940 — «Пиноккио»/Pinocchio
- 1939 — «Гуфи и Вилбер»/Goofy and Wilbur
- 1938 — «Китоловы»/The Whalers
- 1938 — «Охота на лис»/The Fox Hunt
- 1938 — «Полярные охотники»/Polar Trappers
- 1937 — «Белоснежка и семь гномов»/Snow White and the Seven Dwarfs
- 1937 — «Чистильщики часов»/Clock Cleaners
- 1937 — «Дон Дональд»/Don Donald
- 1936 — «Три слепых мышкетёра»/Three Blind Mouseketeers
- 1936 — «Little Boy Blue»
- 1936 — «День переезда»/Moving Day
- 1936 — «Dick Whittington’s Cat»
- 1936 — «Tom Thumb»
- 1936 — «Ali Baba»
- 1936 — «Микки Маус и команда по игре в поло»/Mickey’s Polo Team
- 1935 — «Broken Toys»
- 1935 — «Петух на прогулке»/Cock o' the Walk
- 1935 — «The Three Bears»
- 1935 — «Summertime»
- 1935 — «Old Mother Hubbard»
- 1934 — «Jack Frost»
- 1934 — «Don Quixote»
- 1934 — «The Headless Horseman»
- 1934 — «Aladdin and the Wonderful Lamp»
- 1934 — «Кот в сапогах»/Puss in Boots
- 1934 — «Insultin' the Sultan»
- 1934 — «The Brave Tin Soldier»
- 1934 — «The Little Red Hen»
- 1934 — «Робин Гуд младший»/Robin Hood, Jr.
- 1933 — «Jack and the Beanstalk»
- 1933 — «The Air Race»
- 1931 — «Mickey Cuts Up»

### Музыка
- (1954—1991) — «Великолепный мир цвета»/Disneyland
  - 1970 — «Nature’s Strangest Oddballs» («Nature Calypso»)

### Прочее
- (1954—1991) — «Великолепный мир цвета»/Disneyland
  - 1968 — «The Mickey Mouse Anniversary Show» друг Микки Мауса

## Источник
Отто Инглэндер на IMBD